# Бенгельское течение
Бенге́льское течение — холодное антарктическое течение, расположенное недалеко от Южного Пассатного, Бразильского течений и течения Западных ветров. Рассматривается как одно из продолжений последнего.
Появляется южнее мыса Доброй Надежды и направляется к северу. Доходит к северу от Намиба к побережью Анголы, где встречается с тёплым Ангольским течением. Получило название по городу Бенгела, расположенному на западе Анголы, на побережье Атлантического океана.
Благодаря холодным водам течения, колонии очковых пингвинов распространены до 30° (градусов) южной широты.

## Происхождение названия
Бенгельское течение получила название по имени ангольского города Бенгела.

## Бенгельское Ниньо
Течение способствует периодическому проявлению в океане напротив побережий Анголы и Намибии сложного явления, аналогичного тихоокеанскому Эль-Ниньо (Эль-Ниньо — фаза Южной осцилляции, в которой область нагретых приповерхностных вод смещается к востоку (колебание температуры поверхностного слоя воды)).